# Eriopyga euryte
Eriopyga euryte är en fjärilsart som beskrevs av Druce 1898. Eriopyga euryte ingår i släktet Eriopyga och familjen nattflyn. Inga underarter finns listade i Catalogue of Life.